# SPORT HYBRID SH-AWD
SPORT HYBRID SH-AWD（スポーツ・ハイブリッド・エスエイチ-エーダブリューディー）は、本田技研工業が開発したフル・ハイブリッドシステムである。
名称のSH-AWDは、Super Handling All-Wheel-Drive（スーパーハンドリング オール-ホイール-ドライブ）の略。

## 概要
SPORT HYBRID SH-AWDは、燃費性能の追求のみに捉われた従来型のハイブリッド・システムとは異なり、ツインモーターユニット（TMU）に内蔵された2つの電気モーターによるトルクベクタリングがもたらす高い回頭性やコーナーリング性能と燃費性能の両立を目指したシステムである。
モーターを内蔵したデュアルクラッチトランスミッション（DCT）を変速機に用いたガソリンエンジンと上記モーターおよびTMUを動力源としたハイブリッド・システムであり、エンジンとモーターが並行して駆動するパラレル型のフル・ハイブリッドに分類される。電力は、自動車の制動時や巡航運転時に発生するエネルギーを回生（余剰エネルギーをモーターが発電機となって回収）しバッテリーに充電するため、充電する作業は必要としない。エネルギー補給はガソリンの給油のみである。
同社の従来型トルクベクタリングシステム（ATTS、SH-AWD）はクラッチとギアによって左右輪に駆動力を配分していたが、これらをTMUに置き換えることにより加速力のみならず減速力の配分も可能となり、減速旋回時のトルクベクタリングを可能にしている。なお、減速力の制御には制動力制御との協調も行われている。

## 搭載車種
- ホンダ・レジェンド（5代目）/アキュラ・RLX
- ホンダ・NSX（2代目）
- アキュラ・MDX（3代目）